# Sierro
Sierro este o municipalitate din provincia Almería, Andaluzia, Spania, cu o populație de 452 locuitori.